# خوزه ویسنته گرکو
خوزه ویسنته گرکو (انگلیسی: José Vicente Grecco; ۲۰ ژوئن ۱۹۲۹ – ۲۴ اوت ۲۰۰۸) بازیکن فوتبال اهل آرژانتین بود.
از باشگاه‌هایی که در آن بازی کرده‌است می‌توان به باشگاه فوتبال مالاگا، باشگاه فوتبال بوکا جونیورز، باشگاه فوتبال سانتا فه، باشگاه فوتبال نیولز اولد بویز، و باشگاه فوتبال رئال مورسیا اشاره کرد.